# David Copperfield (pel·lícula de 1935)
David Copperfield (també coneguda com The Personal History, Adventures, Experience, & Observation of David Copperfield the Younger) és una pel·lícula estatunidenca dirigida per George Cukor i estrenada el 1935, adaptació de la novel·la homònima de Charles Dickens.

## Argument
Començaments del segle xix a Anglaterra. David Copperfield acaba de perdre la seva mare. M. Murdstone, el seu sogre, l'envia a casa dels Micawber, a Londres. Després va a casa de la tia Betsey, una senyora una mica guillada. El jove David es fa escriptor i es casa.

## Repartiment
- Lionel Barrymore: Dan Peggotty
- W.C. Fields: M. Micawber
- Freddie Bartholomew: David Copperfield nen
- Frank Lawton: David Copperfield adult
- Maureen O'Sullivan: Dora
- Madge Evans: Agnès
- Edna May Oliver: Tia Betsey
- Lewis Stone: M. Wickfield
- Elizabeth Allan: Sra. Copperfield
- Basil Rathbone: M. Murdstone
- Violet Kemble Cooper: Jane Murdstone
- Elsa Lanchester: Clickett
- Jessie Ralph: La infermera Peggotty
- Harry Beresford: Dr. Chillip
- Hugh Walpole: El vicari
- Herbert Mundin: Barkis
- John Buckler: Ham
- Una O'Connor: Sra. Gummidge
- Jean Cadell: Sra. Micawber
- Roland Young: Uriah Heep
- Ivan Simpson: Littimer

## Al voltant de la pel·lícula
Charles Laughton havia d'interpretar el paper finalment atribuït a W.C. Fields.
Segons MGM records, la pel·lícula va obtenir 2.969.000 dòlars a taquilla a tot el món i va obtenir un benefici de 686.000 dòlars. Va guanyar 95.000 dòlars addicionals amb una reedició el 1937-1938.